# Homoneura cnotomea
Homoneura cnotomea är en tvåvingeart som beskrevs av Neal L. Evenhuis och Okadome 1989. Homoneura cnotomea ingår i släktet Homoneura och familjen lövflugor. Inga underarter finns listade i Catalogue of Life.